# راندي إيرز
راندي إيرز (بالإنجليزية: Randy Ayers)‏ مواليد 16 أبريل 1956 في سبرينغفيلد، هو مدرب كرة سلة أمريكي ولاعب سابق. تم اختياره من قبل فريق شيكاغو بولز خلال الدرافت. يدرب في الرابطة الوطنية لكرة السلة. يبلغ طوله 6 قدم 4 بوصة (1.9 م).

## إحصائيات المسيرة
| الفريق                 | السنة   | G  | W  | L  | W–L% | النهاية | PG | PW | PL | PW–L% | النتيجة |
| ---------------------- | ------- | -- | -- | -- | ---- | ------- | -- | -- | -- | ----- | ------- |
| فيلادلفيا سفنتي سيكسرز | 2003–04 | 52 | 21 | 31 | .404 | (أقيل)  | —  | —  | —  | —     | —       |
| المسيرة                |         | 52 | 21 | 31 | .404 |         | —  | —  | —  | —     |         |

## روابط خارجية
- راندي إيرز على موقع سبورتس رفرنس (الإنجليزية)
- راندي إيرز على موقع كلية كرة السلة في سبورتس رفرنس.كوم (الإنجليزية)
- راندي إيرز على موقع ريلجم (الإنجليزية)
- راندي إيرز على موقع سبورتس رفرنس (الإنجليزية)
- راندي إيرز على موقع كلية كرة السلة في سبورتس رفرنس.كوم (الإنجليزية)